# 施士元
施士元（1908年3月18日—2007年9月27日）是一位中国核物理学家、教育家。江苏崇明（今上海崇明）人。他的父亲施禹传早年毕业于保定军官学校。

## 生平
曾就读于崇明三乐小学、上海浦东中学、北京清华大学，1929年入巴黎大学留学，师从玛丽·居里。1933年获物理学博士学位后回国，任國立中央大學物理系教授并担任系主任，是年25岁，是当时全国大学最年轻的教授。从1933年起，伴随南京重庆校园迁徙，天津路成贤街校址搬迁，中央大学改名南京大学，一直在该校任教，共55年孜孜不倦，期间曾多次担任物理系系主任，直到1987年退休，任南京大学物理系名誉主任。他是被称为“中国的居里夫人”的物理学家吴健雄的导师。
除了专心科学研究，发表大量科学论文外，他同时是热心的科学普及工作者，写作了大量的大学物理教材，以及核物理科学普及读物。他退休后在家从事油画创作，有作品上百部。
2007年9月28日下午，施士元在南京逝世。

## 个人生活
他结婚后，育有三个女儿，其中一位是生物物理与结构生物学家、中国科学院院士施蕴渝。